# San Pedro de la Paz
San Pedro de la Paz este un oraș și comună din provincia Concepción, regiunea Bío Bío, Chile, cu o populație de 121.631 locuitori (2012) și o suprafață de 112,5 km2.

## Galerie

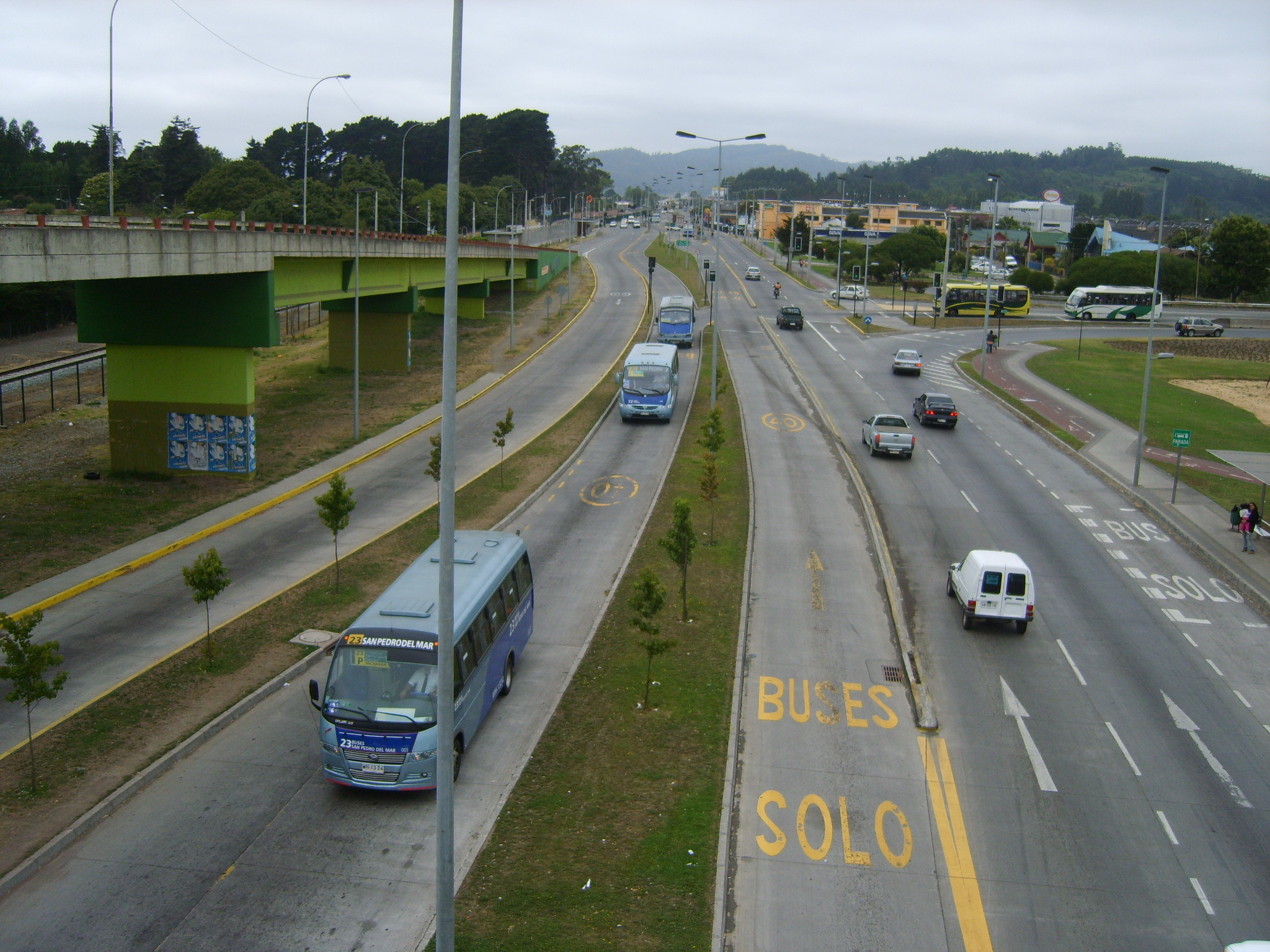
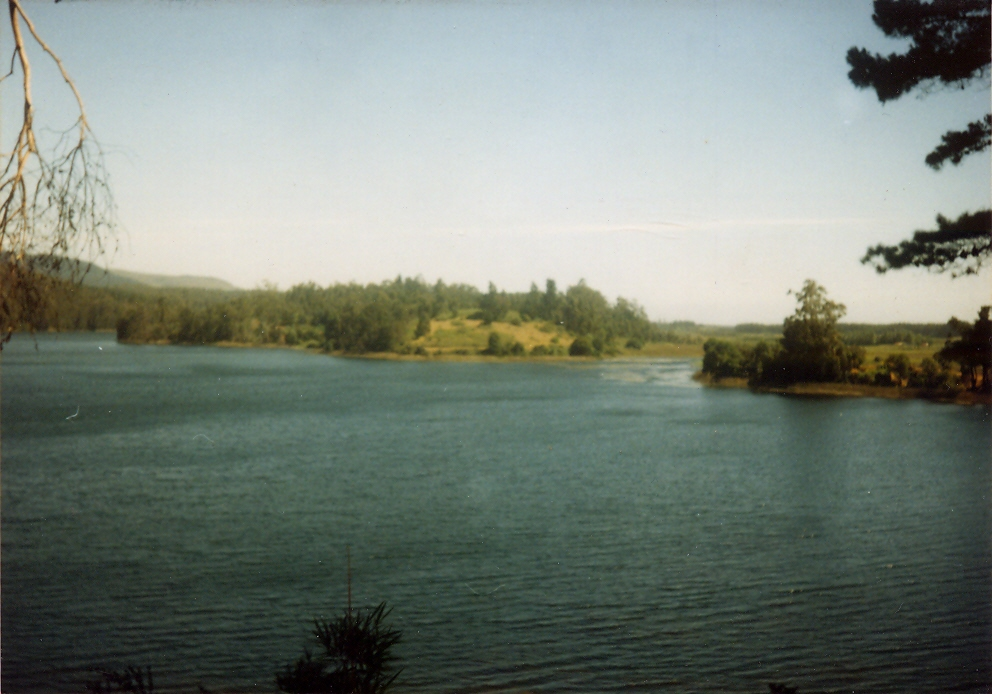